# Niki (cantante)

Firma di Niki

Niki, pseudonimo di Nicole Zefanya (Giacarta, 24 gennaio 1999), è una cantante indonesiana.

## Biografia
Nata a Giacarta, Zefanya ha imparato a suonare la chitarra all'età di 9 anni, per poi iniziare a scrivere i suoi primi testi quattro anni più tardi. Ha studiato musica alla Lipscomb University, dopo essersi trasferita a Nashville.
Nel 2014 è stata l'opening act della tappa indonesiana del Red Tour di Taylor Swift, mentre nella seconda metà degli anni dieci è stata contrattata dall'etichetta statunitense 88rising; dalla quale viene prodotto l'album in studio d'esordio, intitolato Moonchild e uscito nel settembre 2020. L'anno successivo è stata coinvolta, assieme ad altri artisti della medesima etichetta, nell'incisione della colonna sonora del film Shang-Chi e la leggenda dei Dieci Anelli; in particolar modo, il suo singolo Every Summertime ha guadagnato popolarità nel sud-est asiatico nei primi mesi del 2022, scalando la hit parade dei singoli in madrepatria (2ª posizione), nelle Filippine (3ª) e in Vietnam (56ª).
Sempre nel 2022 è stato pubblicato il secondo LP Nicole, promosso da una tournée da headliner in America del Nord e trainato dagli estratti Before, Ocean & Engines e High School in Jakarta; gli ultimi due dei quali si sono rispettivamente fermati in 14ª e 2ª posizione nella Indonesia Songs.
You'll Be in My Heart (2022) ha segnato la sua prima numero uno nella Official Indonesia Chart per tre settimane consecutive, il primo ingresso nella top five filippina e il primo nella top ten malaysiana a cavallo tra la prima metà e la seconda metà del 2025.

## Discografia

### Album in studio
- 2020 – Moonchild
- 2022 – Nicole
- 2024 – Buzz

### Album dal vivo
- 2023 – Live at the Wiltern

### EP
- 2018 – Zephyr
- 2019 – Wanna Take This Downtown?
- 2019 – Head in the Clouds II: Acoustic Sessions

### Singoli
- 2017 – See U Never
- 2017 – I Like U
- 2017 – Chilly
- 2018 – Vintage
- 2019 – Lowkey
- 2019 – Indigo
- 2019 – Sugarplum Elegy
- 2020 – Switchblade
- 2020 – Selene
- 2020 – Lose
- 2020 – Hallway Weather
- 2021 – California (feat. Warren Hue)
- 2021 – Every Summertime
- 2021 – Split
- 2022 – Before
- 2022 – Ocean & Engines
- 2022 – High School in Jakarta
- 2022 – Spotify Singles
- 2024 – 24
- 2024 – Too Much of a Good Thing
- 2024 – Blue Moon
- 2024 – Tsnunami

### Collaborazioni
- 2021 – Coming Home (Honne feat. Niki)

## Tournée
- 2022/23 – Nicole World Tour
- 2024/25 – Buzz World Tour